# Jevhen Chačeridi
Jevhen Hryhorovyč Chačeridi (ukrajinsky Євген Григорович Хачері́ді, * 28. červenec 1987, Melitopol) je bývalý ukrajinský fotbalový obránce. Měl pověst důrazného, téměř dva metry vysokého středního obránce, který měl kvůli vznětlivé povaze časté konflikty s rozhodčími. Po otci pochází z etnika Pontských Řeků.

## Klubová kariéra
Vystudoval pedagogickou fakultu, s fotbalem začínal v klubu Olkom v rodném Melitopolu. Později hostoval v druholigovém FK Volyň Luck a roku 2008 přestoupil do Dynama Kyjev, s nímž se stal mistrem Ukrajiny v letech 2009 a 2015.

## Reprezentační kariéra
V A-mužstvu ukrajinské reprezentace debutoval 10. 10. 2009 v kvalifikačním utkání v Dněpropetrovsku proti reprezentaci Anglie (výhra 1:0).
Zúčastnil se domácího EURA 2012, které Ukrajina pořádala společně s Polskem. Zde odehrál všechny tři zápasy v základní skupině.

Trenér Mychajlo Fomenko jej zařadil do závěrečné 23členné nominace na EURO 2016 ve Francii.